# Stirling
Nota: Para outros significados de Stirling, consulte Stirling (desambiguação).
Stirling (em gaélico escocês: Sruighlea, em Scots: Stirlin) é uma cidade e um antigo burgh, na Escócia e é onde localiza-se a sede da council area de Stirling.
A cidade está agrupada em torno do Castelo de Stirling e da antiga cidade medieval. É o centro do governo local, da educação superior, do comércio e da indústria local. Sua população no censo de 2001 era de 41 243 habitantes.
Uma das principais fortalezas do Reino Unido, Stirling foi criada como um burgh real por Davi I em 1130, tornando-se depois parte do condado de Stirlingshire até 1975 quando este foi transformado, junto com outros, na antiga Região Central e depois na council area de Stirling.
Stirling foi palco de uma batalha entre escoceses e ingleses no século XIV, onde o exercito de William Wallace (Escócia) saiu vencedora, esta foi uma batalha que fortaleceu a confiança escocesa e que marcou a cidade.